# Брено (Бреша)
Брено (итал. Breno) је насеље у Италији у округу Бреша, региону Ломбардија.
Према процени из 2011. у насељу је живело 3617 становника. Насеље се налази на надморској висини од 312 м.

## Географија
| Клима (Брено)            | Клима (Брено) | Клима (Брено) | Клима (Брено) | Клима (Брено) | Клима (Брено) | Клима (Брено) | Клима (Брено) | Клима (Брено) | Клима (Брено) | Клима (Брено) | Клима (Брено) | Клима (Брено) | Клима (Брено) |
| Показатељ \ Месец        | .Јан.         | .Феб.         | .Мар.         | .Апр.         | .Мај.         | .Јун.         | .Јул.         | .Авг.         | .Сеп.         | .Окт.         | .Нов.         | .Дец.         | .Год.         |
| ------------------------ | ------------- | ------------- | ------------- | ------------- | ------------- | ------------- | ------------- | ------------- | ------------- | ------------- | ------------- | ------------- | ------------- |
| Средњи максимум, °C (°F) | 3,8 (38,8)    | 7,1 (44,8)    | 10,4 (50,7)   | 16,7 (62,1)   | 19,1 (66,4)   | 23,0 (73,4)   | 26,4 (79,5)   | 25,3 (77,5)   | 21,9 (71,4)   | 15,8 (60,4)   | 10,3 (50,5)   | 5,6 (42,1)    | 26,4 (79,5)   |
| Средњи минимум, °C (°F)  | −5,8 (21,6)   | −3,4 (25,9)   | 0,0 (32)      | 3,9 (39)      | 8,1 (46,6)    | 12,1 (53,8)   | 14,5 (58,1)   | 14,1 (57,4)   | 10,6 (51,1)   | 5,7 (42,3)    | 0,9 (33,6)    | −3,5 (25,7)   | −5,8 (21,6)   |
| [ тражи се извор ]       |               |               |               |               |               |               |               |               |               |               |               |               |               |

## Становништво
| 1931. | 1936. | 1951. | 1961. | 1971. | 1981. | 1991. | 2001. | 2011. |
| ----- | ----- | ----- | ----- | ----- | ----- | ----- | ----- | ----- |
| 3.651 | 3.624 | 4.603 | 5.009 | 5.253 | 5.792 | 5.274 | 4.962 | 4.920 |